# Ládví
Ládví je 359 m n. m. vysoký vrch na severním okraji Prahy, severovýchodně od jádra Kobylis, v jihozápadní části katastrálního území Ďáblice.
Ve vzdálenosti přibližně 1,2 km jižně od vrcholu Ládví je v sídlišti Ďáblice stanice metra Ládví.
Většinu Ládví pokrývá lesopark Ďáblický háj, který je oblíbeným místem odpočinku obyvatel okolních čtvrtí. Na východním okraji končí Ládví skalnatým výběžkem, který je místem dalekého rozhledu, především severním směrem, kde je vidět Říp a České středohoří. Tento rozhled při své návštěvě Ládví roku 1835 obdivoval i Karel Hynek Mácha. Několik metrů pod vrcholem skály stojí Ďáblická hvězdárna.
V centrální partii lesoparku se nachází několik bývalých lomů, zajímavých z geologického hlediska – jeden z nich je chráněn jako přírodní památka Ládví, protože zahrnuje přílivovou kapsu s ohlazeným kamenem dokládající, že ve druhohorách byl vrch Ládví ostrovem v moři.
Poblíž je také podzemní vodárenská nádrž, historická měřická věž a Vysílač Ládví, montovaná železná věž, sloužící telekomunikačním účelům.
Ládvím vedou dvě turisticky značené cesty, množství neznačených pěšin a několik cest vhodných pro jízdu na kole a též na běžkách. Roztroušené balvany a stěna jednoho lomu poskytují možnosti pro bouldering (i když zcela minimálního významu).

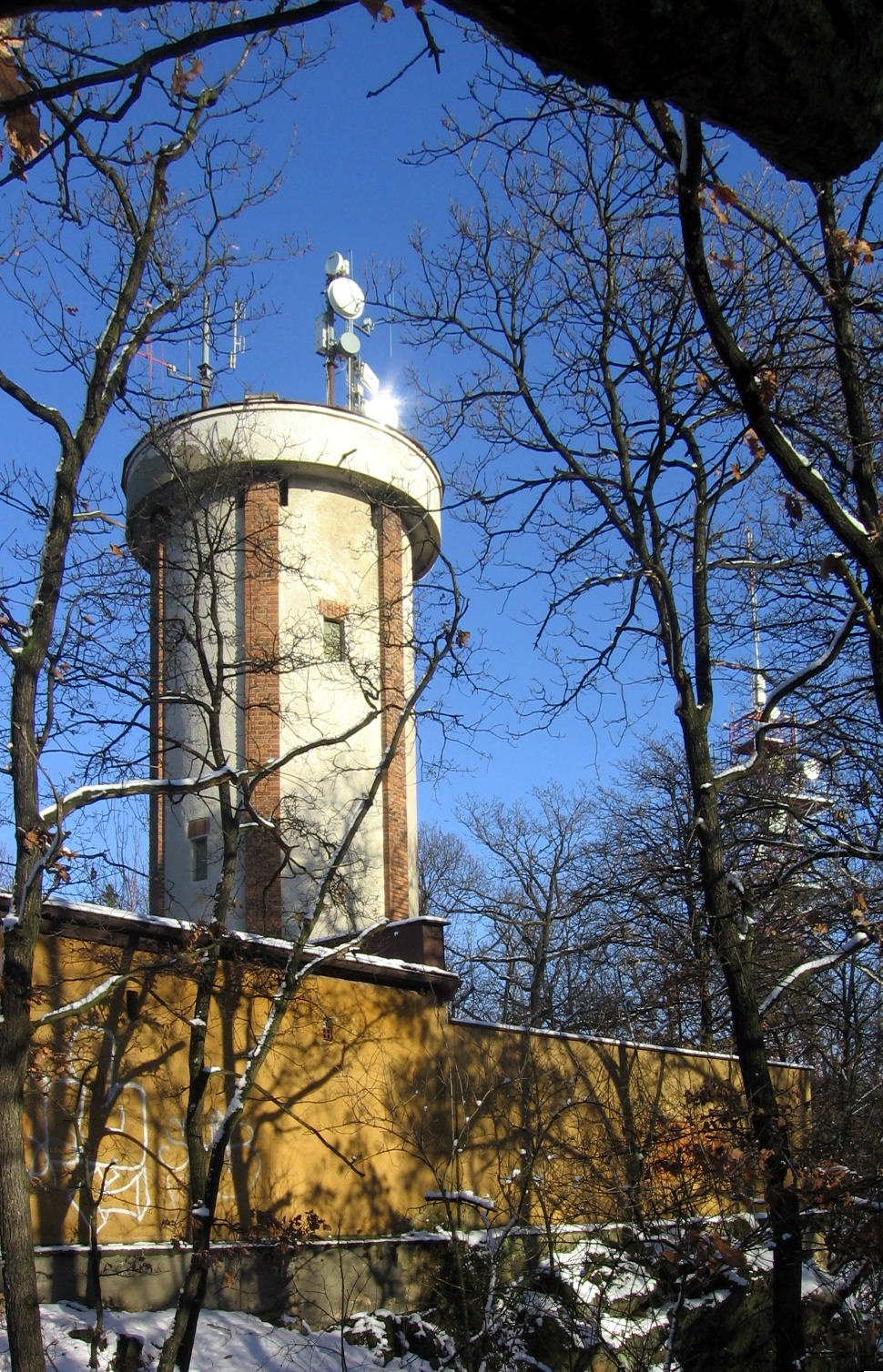
Geodetická věž
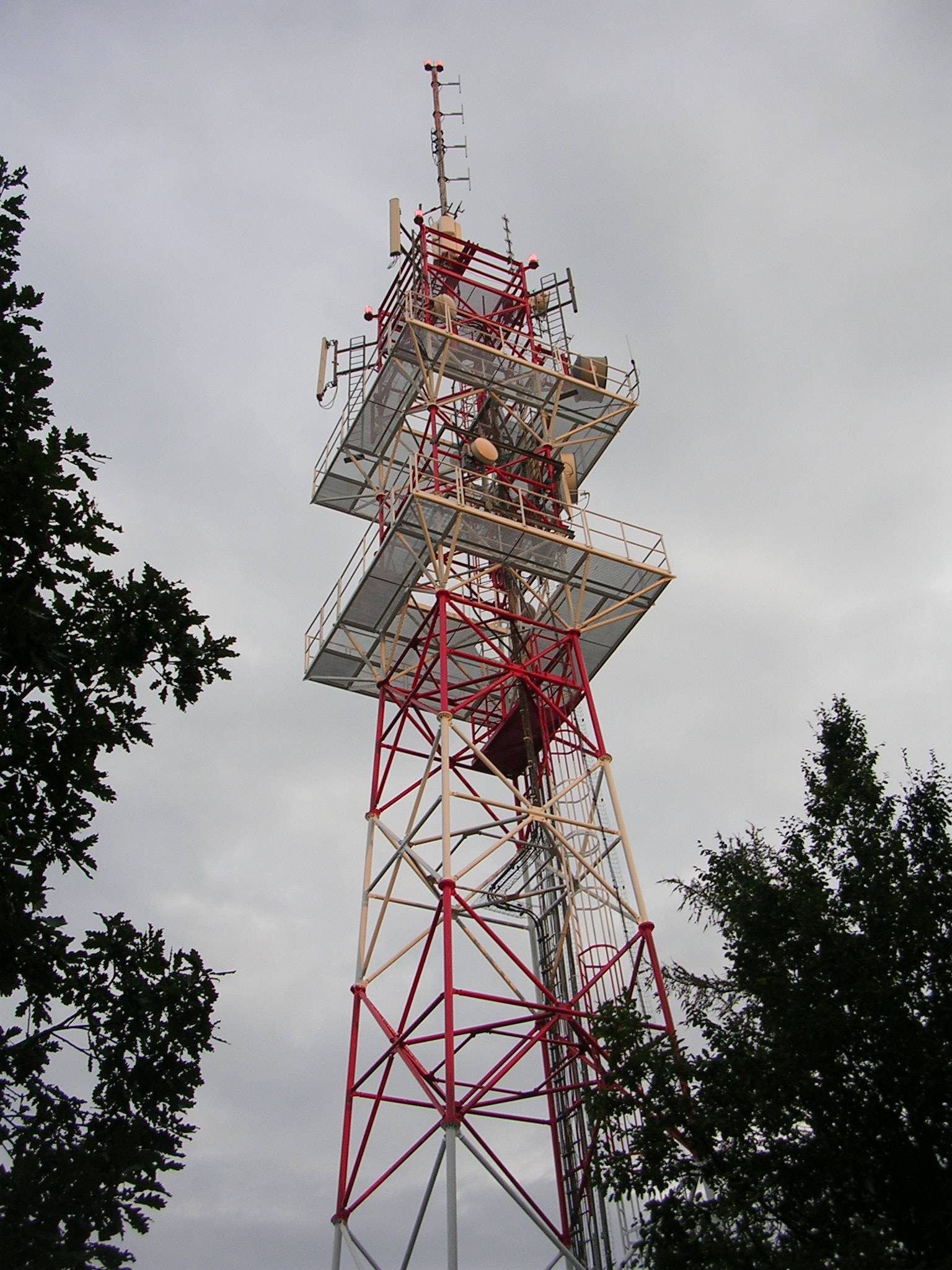
Telekomunikační věž
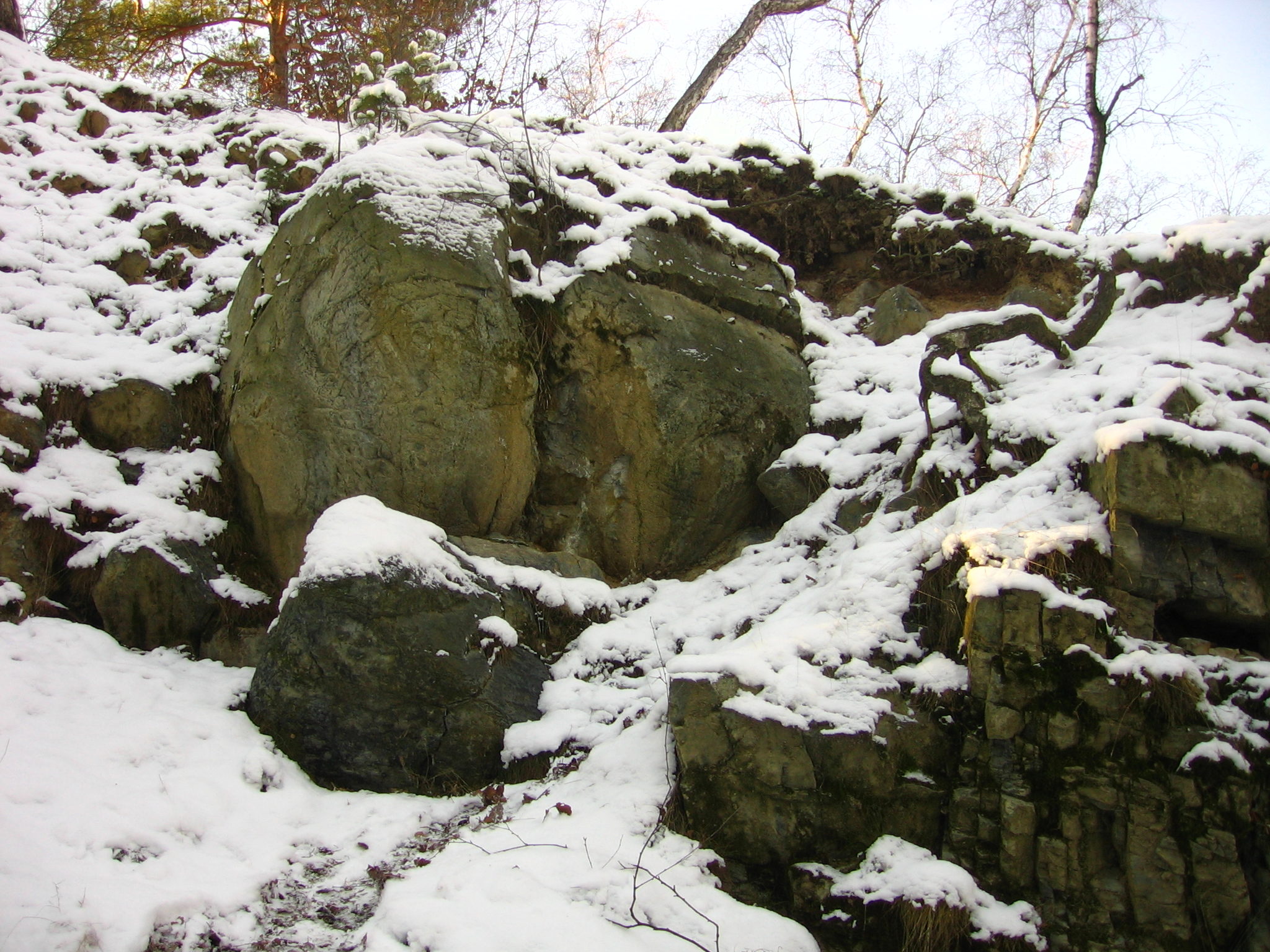
Přílivová kapsa v západní stěně lomu. Výrazný je dvoumetrový ohlazený balvan.